# Frederuna
Frederuna o Frerona (887 circa – 10 febbraio 917) fu, come moglie di Carlo III detto il Semplice, regina consorte dei Franchi Occidentali dal 907 e regina consorte di Lotaringia dal 912 alla morte.

## Origine
La sua ascendenza non è chiara. Secondo Alain de Sancy Frederuna discendeva da un nobile casato sassone; per Bouyer, ella apparteneva alla stirpe degli Immedingi ed era figlia di Teodorico e Reinilde, quindi sorella di Matilde, seconda moglie di Enrico l'Uccellatore. Per Rosamond McKitterick, invece, era di origine lorenese; non si conoscono i nomi dei genitori, ma suo fratello era Bovo II, vescovo di Châlons sur Marne, e parente di Matilde di Ringelheim (teoria sostenuta anche dallo storico francese Christian Settipani).

## Biografia
Nel 907, nel mese di aprile secondo i Diplomata di Carlo III Frederuna andò in sposa al re dei Franchi, Carlo III, detto il Semplice, figlio postumo del re dei Franchi occidentali ed inoltre re di Lotaringia, re di Provenza e re di Aquitania, Luigi II il Balbo e della seconda moglie (come ci viene riportato dal cronista, Reginone, quando cita la morte di Luigi il Balbo) Adelaide del Friuli (850 - 902), figlia del conte di Parigi e marchese del Friuli, Adalardo. Come risulta dal documento n° XXXVII dei Caroli Simplicis Diplomata.
Carlo fa riferimento alla moglie anche nel documento n° LXVIII dei Caroli Simplicis Diplomata in cui viene confermato che il vescovo Beuves (Bovo) era il fratello di Frederuna. Di Bovo parla anche Flodoardo nei suoi Annales.
Nel 911, dopo averlo respinto da Parigi, suo marito, Carlo III il Semplice, venne a patti con lo Jarl dei Normanni, Rollone, che assediava Chartres. Con il trattato di Saint-Clair-sur-Epte Carlo gli cedette parte della Neustria cioè le contee di Rouen, Lisieux e Évreux e la porzione di territorio tra i fiumi Epte, un affluente di destra della Senna e Bresle ed il mare, come feudo (la futura Normandia). Rollone, in cambio, fece atto di sottomissione, acconsenti a convertirsi al Cristianesimo e si impegnò ad impedire i saccheggi di altre bande vichinghe. Per suggellare la pace Carlo III il Semplice, nel 912, promise in sposa a Rollone, sua figlia, Gisela, che in seguito ne divenne la terza moglie.
Carlo, che aveva manifestato un interesse verso la Lotaringia già all'inizio del suo regno, nell'898, poté finalmente realizzare le sue aspirazioni alla fine de 911: all'inizio dell'autunno del 911, Ludovico IV, re di Franchi Orientali ed anche re di Lotaringia, morì. Come re dei Franchi Orientali fu eletto Corrado I di Franconia, che non incontrava molte simpatie tra le più influenti famiglie di Lotaringia, che infatti già a novembre avevano eletto loro re Carlo III, che avendo sancito la pace coi Normanni al confine occidentale, poté occupare il regno di Lotaringia e insediarsi dal 1º gennaio 912, per cui Frederuna, oltre che regina di Francia divenne regina di Lotaringia.
Frederuna si spense qualche anno più tardi, nel febbraio 917. Carlo III il Semplice commemora la moglie con due documenti, il n° LXV ed il n° LXIX. La conferma della morte di Frederuna viene confermata anche nei necrologi dell'abbazia di Saint-Remi di Reims.

## Figli
Frederuna a Carlo III il Semplice diede solo femmine, sei figlie:
- Ermetrude[6] (908/916 -?), che sposò Goffredo († 949), conte palatino di Lotaringia;
- Frederuna[6] (908/916 -?);
- Adele[6] (908/916 -?), che sposò Rodolfo († 926), figlio di Hucbaldo, conte d'Ostrevant;
- Gisela[6] (908/916 -?), che, nel 912, fu promessa in sposa a Rollone[12];
- Rotrude[6] (908/916 -?);
- Ildegarda[6] (908/916 -?).

### Fonti primarie
- (LA)  Monumenta Germaniae Historica, Scriptores, tomus IX.
- (LA)  Monumenta Germaniae Historica, Scriptores, tomus I.
- (LA)  Rerum Gallicarum et Francicarum Scriptores, tomus IX.

### Letteratura storiografica
- René Poupardin, I regni carolingi (840-918), in «Storia del mondo medievale», vol. II, 1979, pp. 583–635
- Louis Halphen, Francia: gli ultimi carolingi e l'ascesa di Ugo Capeto (888-987), in «Storia del mondo medievale», vol. II, 1979, pp. 635–661
- Allen Mayer, I vichinghi, in «Storia del mondo medievale», vol. II, 1979, pp. 734–769